# Vertrag von Andrussowo

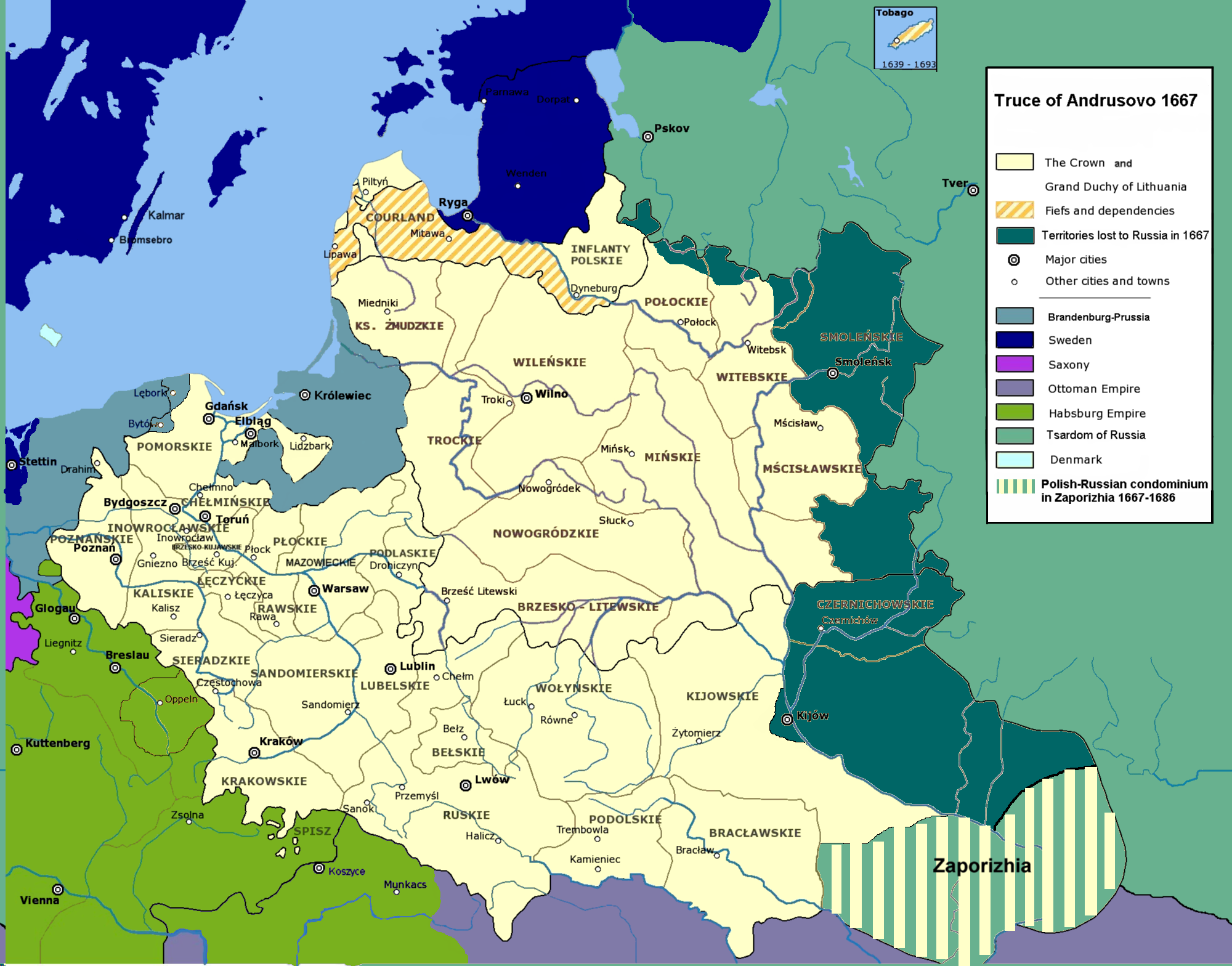
Gebietsverluste Polen-Litauens im Vertrag von Andrussowo

Der Vertrag von Andrussowo war ein am 30. Januarjul. / 9. Februar 1667greg. zwischen Polen-Litauen und dem Zarentum Russland geschlossener Waffenstillstand, der den Russisch-Polnischen Krieg 1654–1667 beendete. Im Ergebnis annullierte er u. a. die Gebietsgewinne, die Polen-Litauen im Vertrag von Deulino 1618 erzielt hatte. Vertragsort war das nahe der Stadt Smolensk gelegene Andrussowo.
Die Rzeczpospolita erkannte die russische Herrschaft über die Woiwodschaften von Smolensk und Czernihów sowie die Linksufrige Ukraine (östlich des Dnepr) einschließlich eines Gebietsstreifens westlich des Dnepr um Kiew (vgl.: Woiwodschaft Kiew) an, beim letzteren allerdings nur für zwei Jahre. Das Gebiet der Saporoger Kosaken wurde zu einem polnisch-russischen Kondominium erklärt. Der Vertrag verpflichtete beide Seiten zur gemeinsamen Verteidigung gegen das Osmanische Reich und seine Vasallen, die Krimtataren.
Der Vertrag von Andrussowo beendete die jahrhundertelange polnisch-litauische Dominanz in Osteuropa zu Gunsten Russlands. Das Abkommen fand seine völkerrechtliche Bestätigung im Ewigen Frieden von 1686.